# Charles Reinertz
Charles (Charly) Reinertz (Diekirch, 1944) is een Luxemburgs schilder, graficus en kunstdocent.

## Leven en werk
Na een opleiding aan de École des Arts et Métiers in Luxemburg, studeerde Reinertz begin jaren 70 aan de Freie Kunstschule en de Staatliche Akademie der Bildenden Künste Stuttgart. Hij liep stage bij Alfred Hrdlicka in Wenen en Rudolf Haegele in Stuttgart (1976), bij een kunstenaarskolonie in Počitelj (1979) en bij het Cité Internationale des Arts in Parijs (1980). Hij gaf les de academie in Stuttgart en aan de Europese Zomeracademie voor Schone Kunsten en het Konschthaus in Luxemburg-Stad.
Reinertz maakt onder meer schilderijen en gravures van landschappen en stadsgezichten. Hij sloot zich aan bij de Cercle Artistique de Luxembourg (CAL) en nam vanaf 1975 deel aan de jaarlijkse salons van de kunstenaarsvereniging. Hij ontving een aanmoedigingsprijs op de Biënnale des Jeunes in Esch-sur-Alzette (1977) en behaalde een eerste prijs bij de internationale triënnale voor figuratieve kunst in Lyon (1979). Naar aanleiding van zijn deelname aan de Salon du CAL 1982, ontving hij uit handen van groothertogin Josephine Charlotte de Prix Grand-Duc Adolphe.